# Maryland (U-Boot)
Die USS Maryland (SSBN-738) ist ein Atom-U-Boot der United States Navy und gehört der Ohio-Klasse an. Als Ship Submersible Ballistic Nuclear führt sie 24 Interkontinentalraketen mit.

## Geschichte
SSBN-738 wurde 1986 in Auftrag gegeben und noch im selben Jahr, im April, auf Kiel gelegt. Bauwerft war Electric Boat in Groton, Connecticut. Dort wurde das Boot im August 1991 fertiggestellt und vom Stapel gelassen. Ebenso erfolgte die Schiffstaufe, als Namenspatron wurde der US-Bundesstaat Maryland ausgewählt. Nach der Endausrüstung und Erprobungsfahrten konnte die Maryland im Juni 1992 in Dienst gestellt werden.
Seitdem fährt die Maryland aus ihrem Heimathafen in Kings Bay, Georgia Patrouillen zur nuklearen Abschreckung, nimmt aber auch an militärischen Übungen teil, zum Beispiel 1997 an Global Guardian.